# تورنس واتکینز
تورنس واتکینز (انگلیسی: Torrance Watkins؛ زادهٔ ۳۰ ژوئیه ۱۹۴۹) سوارکار اهل ایالات متحده آمریکا بود.